# Dos Equis
 (avril 2021).
Si vous disposez d'ouvrages ou d'articles de référence ou si vous connaissez des sites web de qualité traitant du thème abordé ici, merci de compléter l'article en donnant les références utiles à sa vérifiabilité et en les liant à la section « Notes et références ».

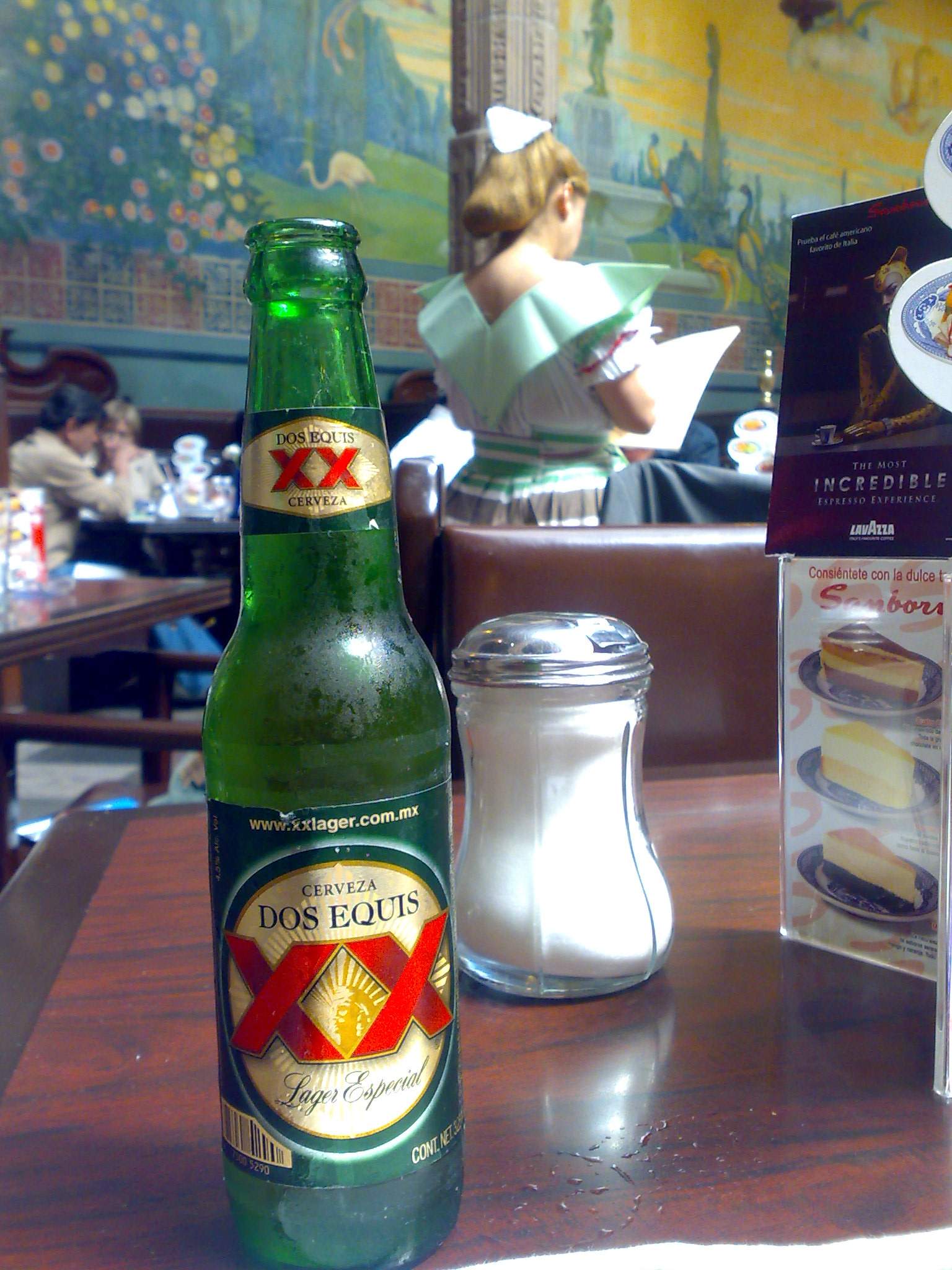
Dos Equis

Dos Equis (« deux X » en espagnol) est une bière mexicaine produite par la Cervecería Cuauhtémoc Moctezuma (groupe Heineken) à Monterrey.
Depuis 2016, l'acteur français engagé Augustin Legrand est « l'homme le plus intéressant du monde » dans des spots publicitaires américains anglophones d'humour décalé pour cette marque, succédant dans ce rôle à l'acteur américain Jonathan Goldsmith (en).